# پارک ملی کوه‌های شار
پارک ملی کوه‌های شار (آلبانیایی: Parku Kombëtar Malet e Sharrit; صربی: Национални парк Шар Планине) یک پارک ملی در جنوب غربی کوزوو است. این پارک ملی ۵۳٬۲۷۲ هکتار (۵۳۲٫۷۲ کیلومتر مربع) مساحت دارد و در شمال کوه‌های شار قرار دارد، یک رشته‌کوه که همچنین به شمال شرقی آلبانی و شمال غربی مقدونیه شمالی گسترش میابد. این مکان در سال ۱۹۸۶ به عنوان یک پارک ملی اعلام شد و در سال ۲۰۱۲ این بار تحت حاکمیت جدید کوزوو بنیان‌گذاری شد. این پارک چندین نوع زمینی گوناگون مانند دریاچه‌های یخچالی دارد.

## جغرافیا

### اقلیم
پارک ملی کوه‌های شار دارای اقلیم آلپی با مقداری اقلیم قاره‌ای است. میانگین دمای ماهانه بین −۱٫۳ درجه سلسیوس (۲۹٫۷ درجه فارنهایت) (در ژانویه) و ۲۰ درجه سلسیوس (۶۸ درجه فارنهایت) (در ژوئیه) است، در حالی که میانگین بارش سالانه بین ۶۰۰ میلیمتر (۲۴ اینچ) و ۱٬۲۰۰ میلیمتر (۴۷ اینچ) است که بستگی به ارتفاع دارد.

## تنوع زیستی
گیاهان این پارک شامل ۱۵۵۸ گونهٔ مختلف آونددار است. جانوران نیز شامل ۳۲ گونهٔ پستاندار، ۲۰۰ گونهٔ پرنده، ۱۳ گونهٔ خزنده، ۱۰ گونهٔ دوزیست، ۷ گونهٔ ماهی و ۱۴۷ گونهٔ پروانه است.